# Artificial Reef Gibraltar
Koordinaten: 36° 7′ 16,2″ N, 5° 21′ 20″ W
Das Artificial Reef Gibraltar ist das größte künstlich angelegte Riff in europäischen Gewässern.
Es wurde auf Initiative des britischen Helping Hand Trust um den Biologen Eric Shaw 1978 eingerichtet und seitdem kontinuierlich ausgebaut. Ziel des Meeresschutz-Projektes in der Bucht von Gibraltar ist es, Habitate für eine große marine Biodiversität in der Region zu schaffen. Wissenschaftliche Untersuchungen belegten eine Zunahme und die Besiedelung des Riffs durch Invertebraten und Fische.
Bis 2013 wurden mehr als 30 Schiffe im Umfeld des Riffs versenkt. Die Schiffe mit Stahl- und Holzrümpfen sind zwischen sechs und 30 Meter lang. Über 200 Aktive, vor allem Seeleute und Taucher, unterstützen das Projekt. Inzwischen ist das Riff zu einem Pilotprojekt für weitere künstliche Riffe geworden und ermöglicht Langzeitstudien zur Entwicklung und Besiedlung künstlich geschaffener mariner Lebensräume.

## Politische Dimension
Das Riff war immer wieder Auslöser für den bestehenden Territorialstreit zwischen Spanien und dem britischen Überseegebiet Gibraltar. Während Gibraltar das Gebiet als Europäisches Meeresschutzgebiet meldete, sehen sich spanische Fischer an ihrer Arbeit behindert. Dies mündete in den Fischereistreit von Gibraltar.